# Anemia millefolia
Anemia millefolia är en ormbunkeart som först beskrevs av Gardn., och fick sitt nu gällande namn av Karel Presl. Anemia millefolia ingår i släktet Anemia och familjen Anemiaceae. Inga underarter finns listade.